# فيجاريو جيرال

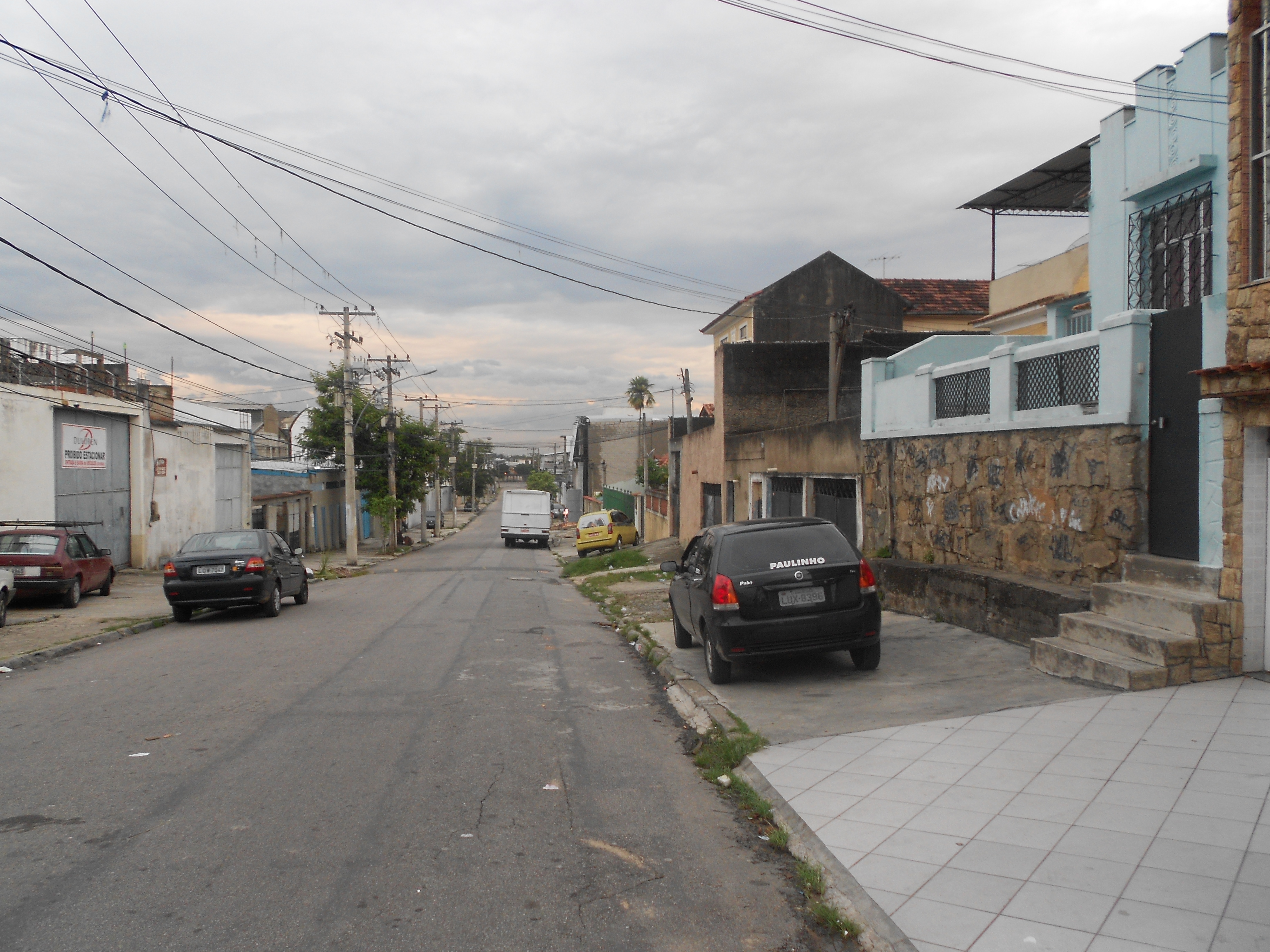

فيجاريو جيرال هو حي في ريو دي جانيرو، وهو حي فقير ومزدحم. وهو حي سيئ السمعة بسبب المجزرة التي وقعت هناك في 1993 حين قتلت فرق موت تابعة للشرطة 21 فردا، انتقاما لمقتل 4 ضباط على يد تجار المخدرات في هذا الحي 

## وصلات خارجية
- Depois de 14 anos, famílias de vítimas da chacina de Vigário Geral ainda esperam indenização
- TJ absolve PM acusado de envolvimento na chacina de Vigário Geral
- Brazil: Candelaria and Vigario Geral: Justice at a snail's pace